# 茂木康三郎
茂木 康三郎（もぎ こうざぶろう、1946年7月22日 - ）は、日本の実業家。利根コカ・コーラボトリング株式会社（現コカ・コーライーストジャパン株式会社）元代表取締役社長。

## 人物・経歴
1946年7月22日生まれ。千葉県出身。1969年3月、立教大学経済学部卒業。
1972年11月、利根コカ・コーラボトリング株式会社（現コカ・コーライーストジャパン株式会社）入社。1993年3月、同社取締役に就任。
1999年3月、同社代表取締役常務取締役、2001年3月、同社代表取締役専務取締役、2005年3月、同社代表取締役専務執行役員に就任。
2007年3月、同社代表取締役社長に就任。2009年4月、同社取締役社長に就任。